# Tyleria tremuloidea
Tyleria tremuloidea là một loài thực vật có hoa trong họ Ochnaceae. Loài này được Maguire & Wurdack miêu tả khoa học đầu tiên năm 1961.